# WPBU
WBPU-FM Black Power 96,3 We got the Power! ist eine Radiostation von und für die African American Community in St. Petersburg, Florida. Sie wird betrieben von der NGO African People’s Education and Defense Fund. Ziel von Black Power 96,3 ist es African American im Sinne des Empowerment darin zu bestärken ihre Rechte in allen Lebensbereichen einzufordern und eine gesellschaftliche Gleichberechtigung durchzusetzen. Gesendet wird auf UKW 96,3 MHz.
Das Programm von Black Power 96,3 besteht aus lokal produzierter Musik, Nachrichten aus der Nachbarschaft sowie aus der Karibik, Afrika und der Welt. Musikalisch liegt der Schwerpunkt conscious hip-hop, Old-School-R&B und internationale afrikanische und karibische Musik. Wöchentlich werden die Shows Good Morning Africa!, No Class, St. Pete Heat, Drive Time, On the Beat St. Pete, The Porch und Sister Hughes Total Praise.
In der Community von St. Petersburg leben 70 Prozent der Menschen unter der Armutsgrenze. Black Power 96,3 will eine authentische Stimme auf dem US-Medienmarkt sein, der dominiert wird von den großen Medienkonzernen wie Comcast, News Corp, Disney, Viacom, Time Warner und CBS und Radiogiganten wie iHeart Media.